# Jurgita Sejonienė
Jurgita Sejonienė (ur. 19 kwietnia 1981 w Kiejdanach) – litewska lekarka i polityk, posłanka na Sejm Republiki Litewskiej.

## Życiorys
W 2005 ukończyła studia medyczne na Uniwersytecie Medycznym w Kownie. W 2010 uzyskała specjalizację z radiologii na Uniwersytecie Wileńskim. Zawodowo jako lekarka związana z różnymi placówkami służby zdrowia, m.in. ze szpitalem uniwersyteckim w Wilnie. Działaczka organizacji branżowej Lietuvos Medikų Sąjūdis (LMS), w której w 2019 objęła funkcję wiceprzewodniczącej.
W 2018 wstąpiła do Związku Ojczyzny. Początkowo nie prowadziła aktywnej działalności w tym ugrupowaniu, a w wyborach samorządowych w 2019 znajdowała się na liście konkurencyjnego lokalnego komitetu do rady miejskiej Wilna. Później jako ekspertka z LMS współtworzyła program wyborczy konserwatystów w dziedzinie służby zdrowia. W wyborach parlamentarnych w 2020 uzyskała mandat posłanki na Sejm Republiki Litewskiej. Nie utrzymała go w 2024; do litewskiego parlamentu powróciła jednak w grudniu tegoż roku, zastępując kilka tygodni po rozpoczęciu nowej kadencji Liudasa Mažylisa.